# Jo Young-min
Jo Young-min (en coreano: 조영민 (); Seúl, 24 de abril de 1995) es un actor, modelo y cantante surcoreano. Es miembro del grupo masculino surcoreano Boyfriend.

## Biografía y carrera
Nacido el 24 de abril de 1995 en Seúl, Jo Young-min es el hermano gemelo mayor por 6 minutos sobre su hermano gemelo menor Jo Kwang-min. Él y Kwangmin entrenaron con JYP Entertainment durante dos años. Comenzaron a modelar desde que eran niños y aparecieron en varios comerciales. Cuando cumplieron 100 días de ser actores infantiles, los gemelos habían aparecido en más de 300 comerciales. Jo Young-min también aparece en varios dramas y películas.

## Filmografía

### Televisión
| Año  | Título                      | Papel                    | Ref.   |
| ---- | --------------------------- | ------------------------ | ------ |
| 2002 | Saxophone and Chapssaltteok | Kang Sang-ho             | [ 11 ] |
| 2003 | Country Princess            | Lee Hoon                 | [ 12 ] |
| 2006 | High Kick!                  | Yoon Ho                  | [ 13 ] |
| 2010 | All My Love for You         | Estudiante de secundaria | [ 14 ] |
| 2015 | Save the Family             | Ji Won                   | [ 15 ] |
| 2015 | Unkind Ladies               | Miembro de un grupo idol | [ 16 ] |
| 2019 | My Name is Trot             | Han                      | [ 17 ] |

### Películas
| Año  | Título                            | Papel               | Idioma | Ref.   |
| ---- | --------------------------------- | ------------------- | ------ | ------ |
| 2010 | The Warrior's Way                 | Yang                | Korean | [ 18 ] |
| 2013 | GOGO Ikemen 5                     | Akiya / Yoon Ji Hoo | Korean | [ 19 ] |
| 2019 | Rainbow Playground                | Hyun Soo            | Korean | [ 20 ] |
| 2019 | A History of Jealousy             | Jang                | Korean | [ 21 ] |
| 2019 | Ode to the Goose                  | Lee hyun            | Korean | [ 22 ] |
| 2022 | Tubepet Company                   | Ban Seok            | Korean |        |
| TBA  | Dogs and Cats Live in Our Company | Young-min           | Korean | [ 23 ] |